# اللواء 65 دفاع جوي (اليمن)
اللواء 68 دفاع جوي هو لواء دفاع جوي، يتبع القوات الجوية والدفاع الجوي اليمنية، يتمركز اللواء في قاعدة الحديدة الجوية ضمن عمليات المنطقة العسكرية الخامسة.